# La neve cade sui cedri
La neve cade sui cedri (Snow Falling on Cedars) è un film del 1999 diretto da Scott Hicks, adattamento cinematografico dell'omonimo romanzo di David Guterson.
Robert Richardson è stato candidato all'Oscar alla miglior fotografia.

## Trama
Negli anni cinquanta, Carl, un pescatore della costa dello stato di Washington, viene trovato morto, impigliato in una delle sue reti, apparentemente per un incidente, ma ha una grossa ferita al capo che fa pensare ad un omicidio. L'odio per i giapponesi da parte degli americani è ancora fresco e la comunità giapponese locale "fornisce" un sospettato, Kazuo, un pescatore che aveva avuto contrasti con Carl e la sua famiglia.
Ishmael, giornalista del giornale locale, potrebbe avere le prove per scagionare Kazuo, ma l'amore mai sopito per Hatsue, sua amante quando erano più giovani ed ora moglie proprio di Kazuo, rende le cose complicate. Le vicende che hanno portato fino al processo del giapponese sono ricostruite in flashback: il ritrovamento del cadavere, l'incontro tra Ishmael e Hatsue da piccoli ed i rapporti di Kazuo con la famiglia di Carl. Durante il procedimento viene interrogata la madre di Carl che racconta di come il padre di Kazuo, lavorando nella loro proprietà, avesse acquistato sette acri di terreno che non riuscì a pagare per il trasferimento a Manzanar. Quindi testimonia la vedova di Carl e, infine, l'avvocato difensore, Nels Gudmundsson, chiama Hatsue che racconta i fatti e ribadisce l'estraneità del marito alla vicenda.
Dopo che anche l'imputato è stato interrogato, l'avvocato difensore pronuncia l'arringa. Intanto gli avvenimenti vengono ricostruiti con i nuovi e maggiori elementi a disposizione. Si ricostruisce alla fine che Carl, salendo sulla lanterna della barca per liberarla dalle corde, era caduto ed aveva battuto mortalmente la testa. La giuria decreta dunque che ciò che è accaduto al pescatore è stato solo frutto di una fatalità. Kazuo è finalmente assolto dalle accuse. Hatsue abbraccia Ishmael, che si allontana nella notte innevata.